# Ulleråker

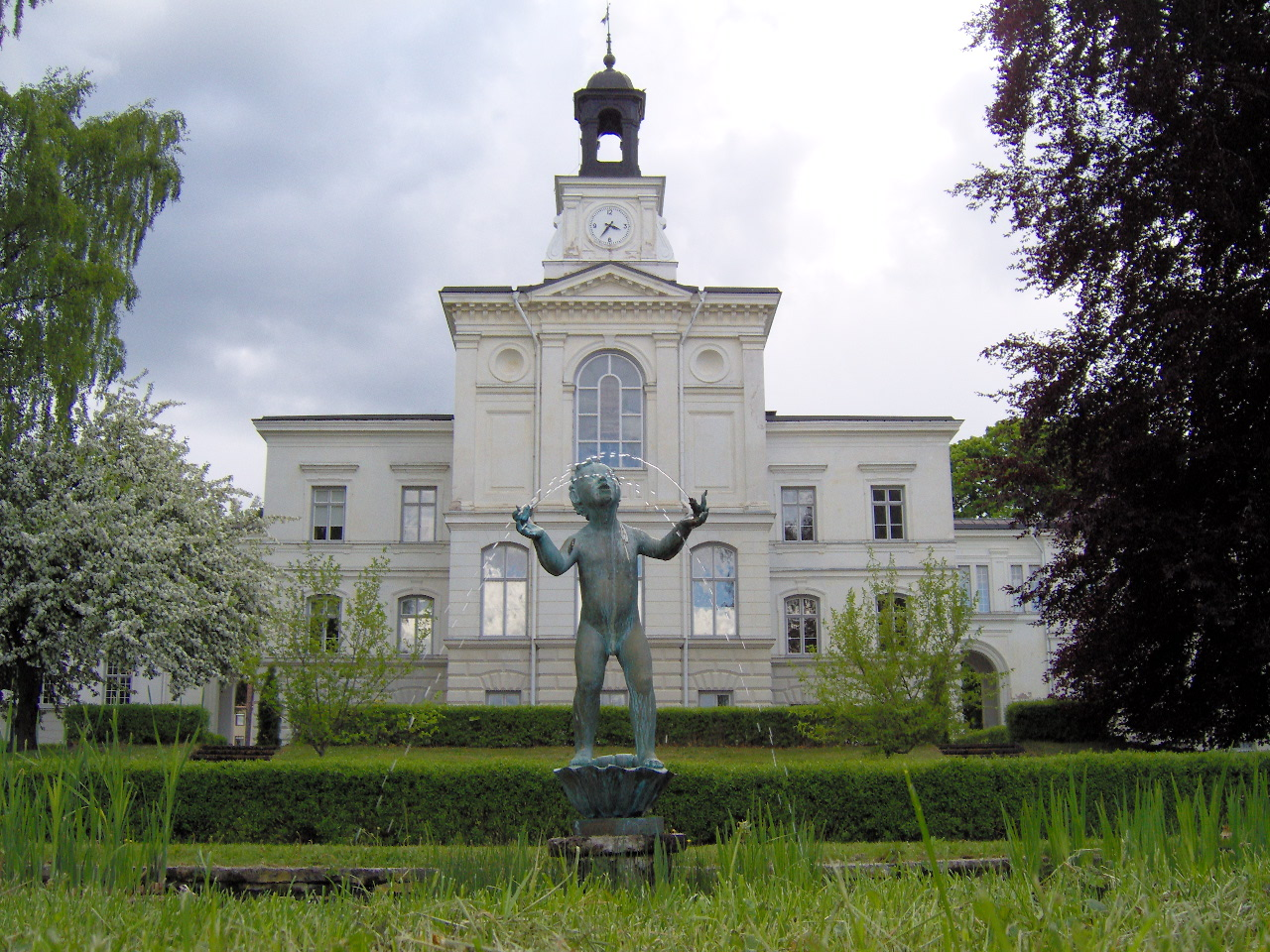
Äldsta delen av Ulleråkers sjukhus, den så kallade Vingmuttern, med en skulptur av Astri Taube i förgrunden.

Ulleråker är en stadsdel i Uppsala belägen söder om stadskärnan. Det var fram till 1980-talet helt och hållet ett sjukhusområde präglat av Ulleråkers sjukhus, som var ett av Sveriges största mentalsjukhus.
Numera är Ulleråker främst ett bostadsområde, men det finns också psykiatriska vårdavdelningar och institutioner för åldringsvård. Inom Ulleråkersområdet finns förskolor, en lågstadieskola samt gymnasieskolorna Lundellska skolan och Kajan. Inom området finns även Uppsala folkhögskola. Statens institutionsstyrelse, SiS, har där ett så kallat LVU-hem. I samma byggnad finns också ett häktesannex.
I samband med förändringarna av vården i slutet av 1980-talet och början av 1990-talet började Ulleråker omvandlas till ett bostadsområde. År 1991 antogs en detaljplan för asylenområdet med planer för 500 bostäder.
År 2014 köpte Uppsala kommun området av Region Uppsala. Det handlade om en yta på 774 000 kvadratmeter, som uppgick till en kostnad av 1,8 miljarder kronor. Överlåtelsen av området skedde den första mars 2014. På Ulleråkersområdet planeras idag byggande av ytterligare nya bostadshus, vilket gör det till ett av de områden som Uppsala stad växer genom. Bland annat planerar man att bygga 7 000 nya lägenheter i området, vilket kan jämföras med att det idag finns ungefär 700 bostäder här.
Rivningen av gamla psykiatribyggnader påbörjades under 2010, när gamla BUP revs. Det fortsatte sedan i ny etapp under 2016 då några fler byggnader, bland annat Medicinskt centrum, ritat av arkitekt Sture Frölén (1907–1999) och färdigställt år 1965, revs. Hela rivningsarbetet av gamla oanvändbara psykiatribyggnader kommer vara klart runt 2025.
Den 26 februari 2013 flyttade större delen av psykiatrin till Psykiatrins hus, som är beläget på Akademiska sjukhusets kärnområde. En äldrepsykiatrisk öppenvårdsmottagning och en rättspsykiatrisk avdelning finns fortfarande kvar i Ulleråker.

## Ulleråkers historia

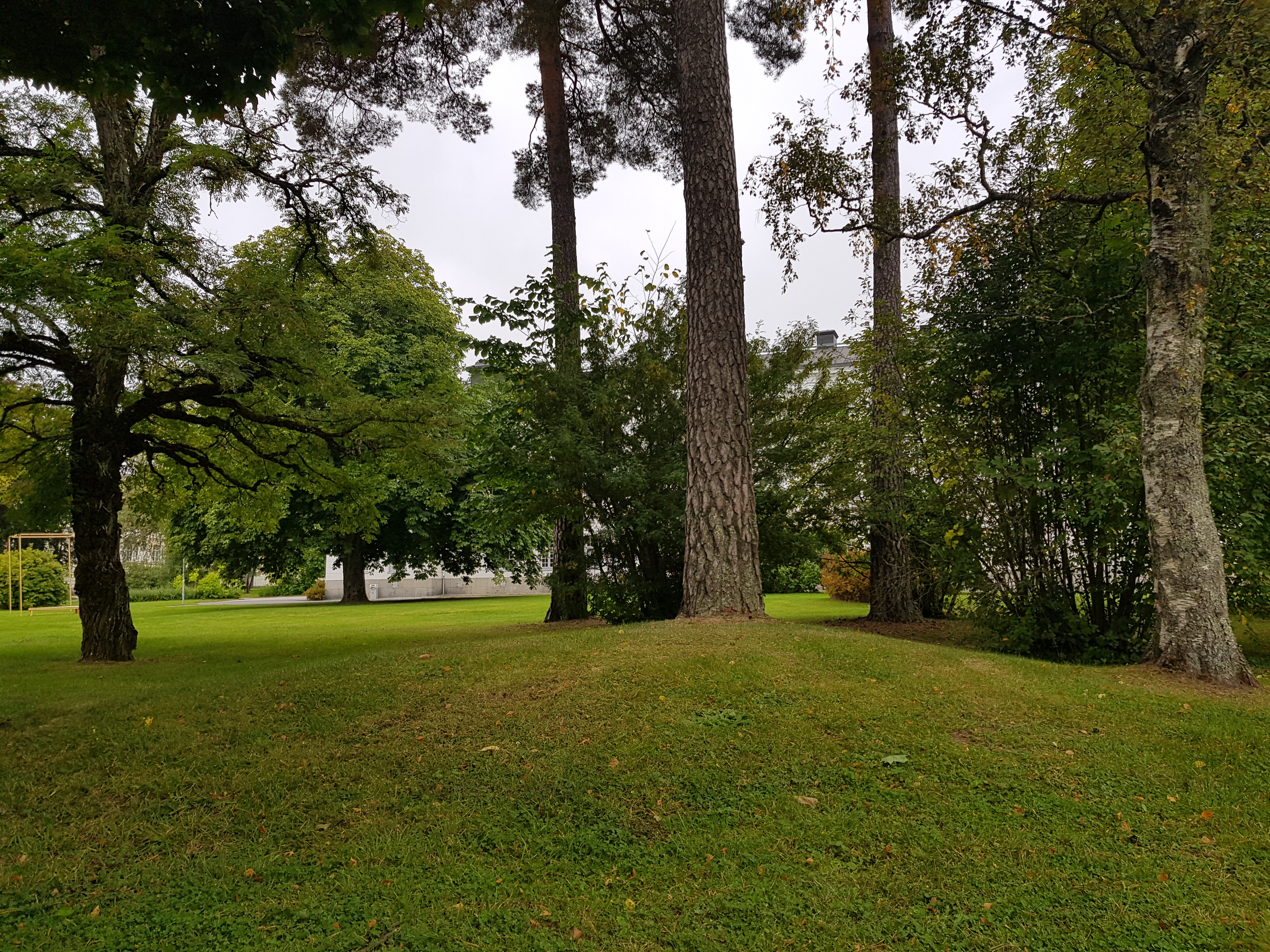
Gravhög L1941:2999 nordöst om hospitalet

Ulleråker ligger på Uppsalaåsen, en rullstensås som här utgör ett markant inslag i landskapet, och där sträckan mellan Ulleråker och Ultuna kallas Ultunaåsen. Bosättningar från stenåldern har hittats på andra platser på Uppsalaåsen, som tidigt stack upp ur havet tack vare landhöjningen, men inga har påträffats i Ulleråker ännu. De förhistoriska lämningarna i Ulleråker är förhållandevis få och utgörs mest av spridda gravar från vad som troligen är äldre järnåldern, t.ex. en hög  och en stensättning. Den huvudsakliga bosättningen under brons- och järnålder låg söderut i Ultuna.

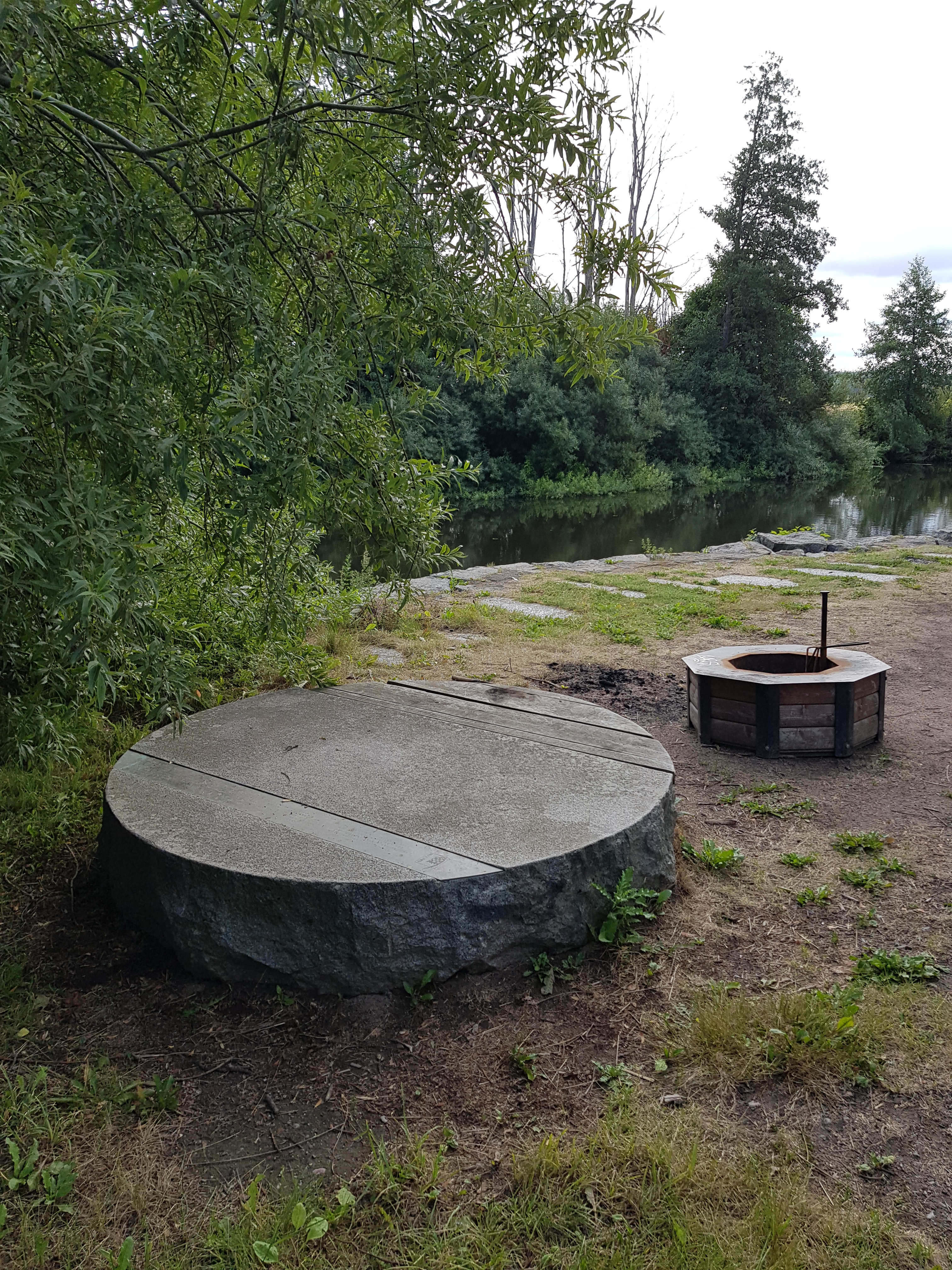
Minnesmärke över dem som förlorade livet när gamla vindbron kollapsade 1797

På 1600-talet inkluderades området i Kronparken Åsen, en fridlyst park för jakt och kunglig rekreation. Via en vindbro kunde man ta sig över Fyrisån till slåtterängarna på Kungsängen. Bron förstördes 1797 i en tragisk olycka. Brukspatronen Anders Haar i Ultuna hade kallat in folk från staden för att hjälpa till med höskörden, och som tack skulle de få släppa ut sina djur på bete på Kungsängen. Men det blev kaos när en folkhop på nära 200 personer rusade ut på bron som då började sjunka. 19 personer miste livet.
År 1777 inrättades ett kronobränneri under Gustav III, i den del där det tidigare legat en damm för rudor. År 1801 tog akademiräntmästaren Carl Didrik Hierta, far till Aftonbladets grundare Lars Johan Hierta, över Ulleråkers bränneri och gjorde sig en förmögenhet på brännvinstillverkningen. År 1812 övertogs bränneriet av Uppsala hospitals- och lasarettsinrättning vilket sedermera blev Ulleråkers sjukhus.

## Parker och trädgårdar
Hospitalsträdgården är placerad mellan de äldre sjukhusbyggnaderna och Fyrisån. Trädgården anlades under 1800-talet som ett gensvar på att man under mitten av 1800-talet utvecklade sjukhusvården utifrån att man sett ett samband mellan dålig hygien, trångboddhet och ohälsa och att naturen sågs som något hälsobringande. Sysselsättning ansågs därtill vara en bra metod för att göra psykiskt sjuka patienter lugnare och friskare. Hospitalsträdgården skulle därför bidra både till bättre hälsa och med sysselsättning för patienterna genom trädgårdsarbete. Efter att sjukhusverksamheten lades ner fick grönområdet växa fritt. Under 2021 omvandlas parken till Ulleråkers stadsdelspark.
Kronparken har historiskt varit en del av Ulleråker, men idag finns parkens intakta delar utanför Ulleråkersområdet. Kronparken var ett sammanhängande skogsparti som fungerade som kunglig jaktpark, därav namnet Kronparken.

## Konst och konstnärer på Ulleråker

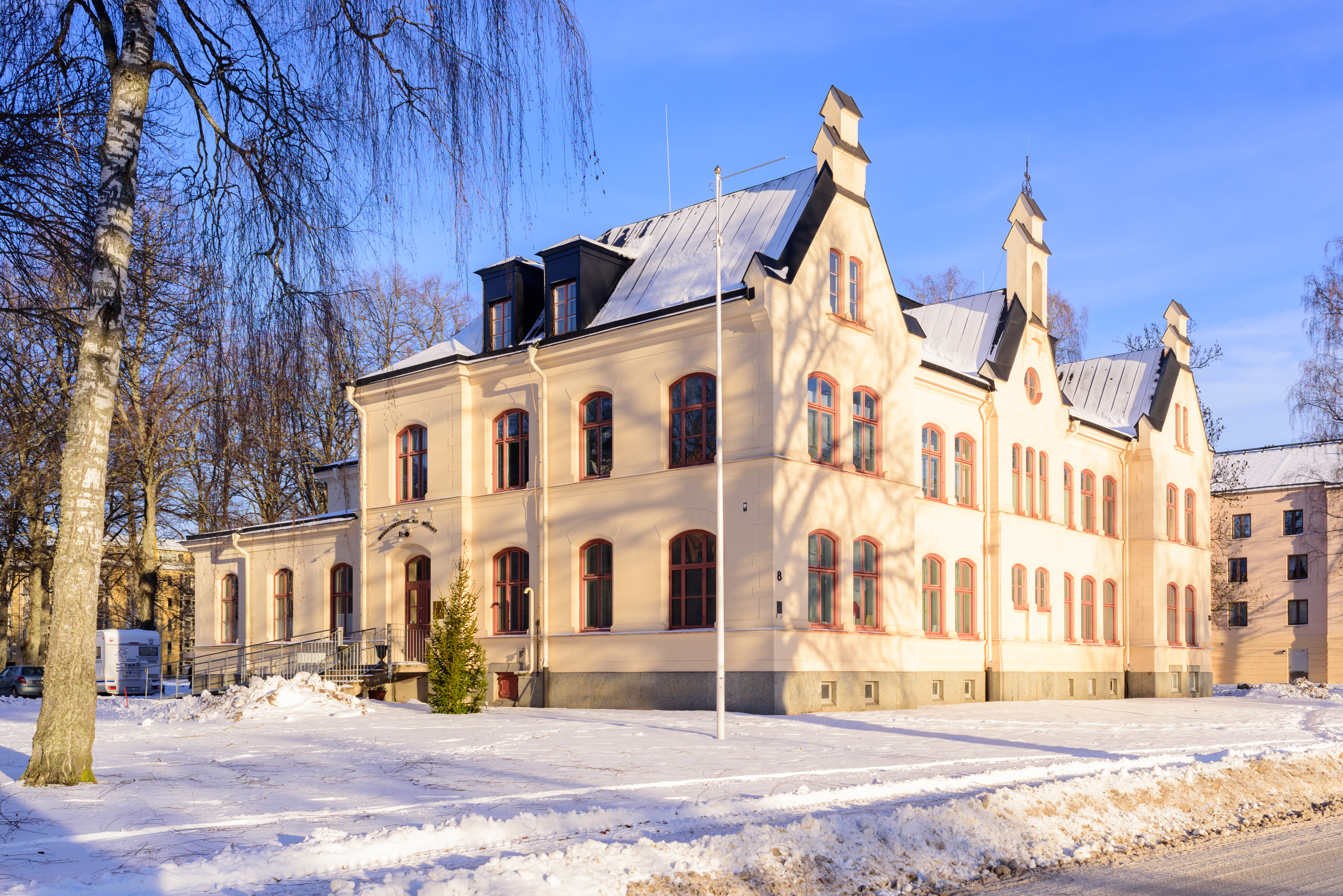
Det medicinhistoriska museet i en tidigare sjukhusbyggnad.

I Medicinhistoriska museets samlingar på Ulleråker finns konstverk utförda av patienter bevarade, allt från teckningar, oljemålningar och broderier till skulpturer. Några av de patienter, vars verk lyfts fram i utställningar, föreläsningar och visningar är Augusta Strömberg och Johan Andersson (kallad Kung Pil).
I Ulleråker finns Ateljéföreningen Hospitalet som bland annat erbjuder möjlighet att hyra arbetslokaler för kulturarbetare.

## Ortnamn
Ortnamnet Ulleråker innehåller gudanamnet Ull i genitivform, sammansatt med huvudleden -åker, och bör äldst ha syftat på en samlingsplats, vilken åtminstone under medeltiden använts som tingsplats. Denna plats har inte legat i nuvarande stadsdelen Ulleråker, utan snarare i närheten av Helga Trefaldighets kyrka, intill Uppsala domkyrka. Platsen har lokaliserats genom ett belägg för gatunamnet Ulleråkersgatan i ett köpebrev från 1591. Stadsdelen Ulleråker har istället övertagit namnet från Ulleråkers sjukhus, vilket namngetts efter sitt läge i Ulleråkers härad. Häradet bör ha fått namn efter tingsplatsen.

### Gatunamn
Då Ulleråkers sjukhus var i bruk fanns det inga officiella gatunamn inom området och den enda vägen som ledde in på området och som där hade ett namn var Lägerhyddsvägen. Att vägar och gator inne på Ulleråkersområdet inte hade officiella namn saknade betydelse då sjukhuset var i bruk, men frånvaron av gatunamn skulle komma att skapa problem år 1988 då Ulleråkers sjukhus lades ned. Avsaknaden av gatunamn gjorde att posten inte kunde levereras till de boende. Efter att detta påtalats till Uppsala kommun togs beslut att förlänga gatunamnet Ulleråkersvägen på den väg som går från Sjukhusvägen förbi studenternas idrottsplats genom Ulleråkersområdet fram till Ulls väg, samt förlänga Lägerhyddsvägen på vägen från rondellen fram till Ulleråkersvägen. Ulleråkersvägen fick sitt namn 1932 då vägen ledde till Ulleråkers sjukhus, vilket i sin tur uppkallades efter Ulleråkers härad inom vilket sjukhuset låg. Lägerhyddsvägen fick sitt namn 1973 och uppkallades efter Upplands signalregementes provisoriska lägerhyddor avsedda för rekryterna. Dessa lägerhyddor uppfördes år 1903.
I takt med att Ulleråker blev aktuellt för stadsutveckling beslutades det 1991 att två gator skulle namnges Gustaf Kjellbergs väg och Frey Svenssons väg. Gustaf Kjellberg (1827–1893) var överläkare vid Upsala centralhospital från 1856 och professor i psykiatri vid Uppsala universitet från 1863. Frey Svenson (1866–1927) var professor i psykiatri vid Uppsala universitet och överläkare vid Uppsala hospital och asyl.
År 1993 beslutade Uppsala kommun att de övriga gatunamnen på Ulleråker skulle hylla personer som varit verksamma inom Ulleråker 
- Bernhard Jacobowskys väg namngavs efter Bernhard Jacobowsky (1893–1984) som var professor i psykiatri vid Uppsala universitet och överläkare vid Ulleråkers sjukhus 1932–1946 och vid psykiatriska kliniken vid Akademiska sjukhuset 1947–1960.[22]
- Emmy Rappes väg uppkallades efter Emmy Rappe (1835–1896) som var översköterska på kirurgiska avdelningen vid Akademiska sjukhuset och föreståndarinna för den sjuksköterskeskola som drevs av Föreningen för frivillig vård av sårade och sjuka i fält. Rappe verkade som föreståndarinna vid Upsala centralhospital mellan åren 1877 och 1886.[22]
- Eva Lagerwalls väg är namngiven efter Eva Lagerwall (1898–1960) som var överläkare, rättspsykiatriker och fängelseläkare. Hon organisera och ledde den rättspsykiatriska avdelningen vid Ulleråkers sjukhus.[22]
- Henry Säldes väg uppkallades efter Henry Sälde (1916–1983) som var överläkare vid Ulleråkers sjukhus åren 1957–1964.[21]

Gatunamnen är memorialnamn vilket är en form av gatunamn där personer och deras historia hedras med ett namn. Den historia som lyfts fram vid Ulleråker genom gatunamnen är berättelsen om den personal som har varit ledande vid sjukhuset. Forskning har visat att detta är problematiskt då det osynliggör andra personalkategoriers historia på platsen, och de många patienters upplevelser om att, frivilligt eller ofrivilligt, ha vårdats vid institutionen.